# Aiterhofen
Aiterhofen é um município da Alemanha, situado no distrito de Straubing-Bogen, no estado da Baviera. Tem 43,11 km² de área, e sua população em 2019 foi estimada em 3.378 habitantes.